# Will You Love Me Tomorrow
Will You Love Me Tomorrow, auch bekannt als Will You Still Love Me Tomorrow, ist ein Popsong, der vom US-amerikanischen Songwriter-Team Carole King und Gerry Goffin geschrieben wurde. Das Stück wurde 1961 in der Interpretation von den Shirelles ein Nummer-eins-Hit in den USA. 

## Shirelles-Version

### Produktion
Bis zum April 1960 hatte die Girlgroup aus den USA acht Singles veröffentlicht, von denen drei den Einzug in die Billboard Hot 100 geschafft hatten. Für die neue Single hatte Musikproduzent Luther Dixon den Titel Will You Love Me Tomorrow des Autorenpaars Carole King (Musik) und Gerry Goffin (Text) ausgewählt. Eine Demoaufnahme von Carole King fand zunächst bei den Shirelles wegen ihres Country-Sounds keinen Anklang. Erst als Dixon den Song in eine Popversion umwandelte, ließ sich die Gruppe umstimmen. Der Song wurde im November 1960 in den New Yorker Bell Sound Recording Studios unter Leitung von Luther Dixon und mit Carole King als Arrangeurin produziert und auf der Single mit der Katalog-Nummer Scepter 1211 in den Handel gebracht.

### Erfolge
Schon am 21. November 1960 tauchte der Song in den Hot 100 des US-amerikanischen Musikmagazins Billboard auf. Er startete auf Platz 87, erreichte am 9. Januar 1961 die Top 10 und hatte am 30. Januar die Spitzenposition inne. Dort konnten sich die Shirelles zwei Wochen lang behaupten, insgesamt waren sie 19 Wochen in den Hot 100. In den Hitlisten der Konkurrenzzeitschrift Cashbox wurde Will You Love Me Tomorrow 18 Wochen lang notiert und belegte auch dort für zwei Wochen den ersten Platz. 
In Großbritannien wurde der Song von der Plattenfirma Top Rank veröffentlicht. In den Best Sellings der Musikzeitschrift New Musical Express erreichte er den dritten Platz, in den Official UK Charts, veröffentlicht im Record Retailer, belegte Will You Love Me Tomorrow Rang vier. 1999 wurde der Titel mit dem Grammy Hall of Fame Award ausgezeichnet, außerdem wurde er in die Rock and Roll Hall of Fame aufgenommen (The Songs That Shaped Rock and Roll).

## Coverversionen
Im englischsprachigen Raum sind nur wenige zeitnahe Single-Coverversionen bekannt geworden. Als prominenteste Sängerin veröffentlichte Brenda Lee im April 1961 in den USA eine Single-Auskopplung aus ihrer Langspielplatte Emotions. Zuvor hatte die weniger bekannte US-Sängerin Jean Campbell eine Version bei ihrer Plattenfirma Embassy herausgebracht. Schon im Januar 1961 war in Großbritannien eine Single mit dem Duo The Raindrops erschienen. Alle diese Versionen konnten sich nicht in den Hitlisten platzieren. 
Im Langspielplattenbereich wurden zwischen 1961 und 1963 zahlreiche Coverversionen mit prominenten Interpreten veröffentlicht, so von Pat Boone (1961), Bobby Vee (1961), Ben E. King (1962), Little Eva (1962) und den Chiffons (1963). Dusty Springfield nahm 1964 sowohl die originale englische wie auch eine französische Version mit dem Titel Demain tu peux changer auf. 1968 nahm die amerikanische Popband The Four Seasons den Titel neu auf und erreichte mit ihm Platz 24 in den Billboard Hot 100. Nach Tom Lord wurde der Song im Bereich des Jazz u. a. von Buddy Lucas, Sonny Stitt und Charles Earland gecovert. 
1971 erschien das Lied auf einer Single von Roberta Flack. Im selben Jahr veröffentlichte Carole King selbst eine neue Version des Songs auf ihrem Album Tapestry. 1993 erschien eine Version von Bryan Ferry als Single. 1995 nahmen die Bee Gees das Lied auf. Eine neuere Coverversion stammt von Amy Winehouse. Sie wurde direkt nach dem frühen Tod der britischen Soulsängerin veröffentlicht und konnte sich in den UK-Charts platzieren.
In Deutschland hatte die Originalversion mit den Shirelles wenig Interesse erregt. Trotzdem schrieb der erfolgreiche deutsche Autor Ralph Maria Siegel einen deutschen Text zu Will You Love Me Tomorrow mit der Titelzeile Hast du das alles vergessen? Die Plattenfirma Electrola veröffentlichte diesen Titel im Februar 1961 auf ihrer Single Nr. 21 746 mit Rex Gildo. Obwohl dieser zuvor mit der Coverversion von Tell Laura I Love Her (Das Ende der Liebe) einen Top-10-Erfolg erzielt hatte, kam die Adaption von Will You Love Me Tomorrow in den Top 50 der Musikzeitschrift Musikmarkt nicht über den 45. Platz hinaus.

## Single-Diskografie
| Interpreten      | Titel                        | Musiklabel      | Veröffentlichung |
| ---------------- | ---------------------------- | --------------- | ---------------- |
| The Shirelles    | Will You Love Me Tomorrow    | Scepter 1211    | US November 1960 |
| The Shirelles    | Will You Love Me Tomorrow    | Top Rank        | UK Januar 1961   |
| The Shirelles    | Will You Love Me Tomorrow    | Top Rank        | DE 1961          |
| The Raindrops    | Will You Love Me Tomorrow    | Oriola 1595     | UK Januar 1961   |
| Jean Campbell    | Will You Love Me Tomorrow?   | Embassy 440     | US März 1961     |
| Brenda Lee       | Will You Love Me Tomorrow    | Decca 38271     | US April 1961    |
| The Four Seasons | Will You Love Me Tomorrow    | Philips 40523   | US Februar 1968  |
| The Four Seasons | Will You Love Me Tomorrow    | Philips 1651    | UK März 1968     |
| The Four Seasons | Will You Love Me Tomorrow    | Philips 304163  | DE März 1968     |
| Rex Gildo        | Hast du das alles vergessen? | Electrola 21746 | DE Februar 1961  |